# Вишневский, Владимир Александрович (военный)
Владимир Александрович Вишневский (3 июня 1920, Хабаровск, Приморская область, Дальневосточная республика — 8 сентября 2000, Вашингтон, США) — деятель Русской эмиграции, Председатель РОВС. Штабс-капитан РОВС (1999), подпоручик Югославской армии, коллаборационист.

## Биография
Родился в России, его отец погиб в Сибири в бою с красными.
В 1922 году покинул Россию из Владивостока и прибыл в Шанхай, а оттуда в Югославию.
Окончил кадетский корпус и поступил в югославскую военную академию. После её окончания, стал подпоручиком пехоты Югославской королевской армии. В апреле 1941 года в её составе принял участие в боях с немцами. В 1941 году вступил в сформированный немцами Русский охранный корпус в звании рядового. За годы службы в Русском корпусе он стал поручиком.
12 мая 1945 года части Корпуса сдались англичанам, сдав им свое оружие и снаряжение. 30 октября 1945 года началась перевозка пленных в лагерь Келлерберг. Затем жил в Венесуэле и работал инженером.
В 1991 году он переехал жить к сыну в США и стал представителем РОВС в Вашингтоне с производством в чин штабс-капитана. С января по сентябрь 2000 года был председателем РОВС. Умер 8 сентября 2000 года в США. Похоронен на кладбище Рок-Крик.